# Artūrs Dārznieks
Artūrs Dārznieks (Jēkabpils, 20 aprile 1993) è uno slittinista lettone.

## Biografia
Ha iniziato a gareggiare per la nazionale lettone nelle varie categorie giovanili in entrambe le specialità, senza però ottenere risultati di particolare rilievo.
A livello assoluto ha esordito in Coppa del Mondo nella stagione 2010/11 e ha conquistato il primo podio il 29 novembre 2015 nella gara a squadre ad Igls (2°). In classifica generale come miglior risultato si è piazzato al quattordicesimo posto nel singolo nel 2020/21.
Ha partecipato ai Giochi olimpici invernali di Pyeongchang 2018, cogliendo la ventiquattresima piazza nel singolo.
Ha altresì preso parte a sei edizioni dei campionati mondiali conquistando in totale una medaglia di bronzo. Nel dettaglio i suoi risultati nelle prove iridate sono stati, nel singolo: quindicesimo a Sigulda 2015, gara non conclusa a Schönau am Königssee 2016, ventesimo a Igls 2017, ventunesimo a Winterberg 2019, diciottesimo a Soči 2020 e ventitreesimo a Schönau am Königssee 2021; nel singolo sprint: undicesimo a Schönau am Königssee 2021; nelle prove a squadre: medaglia di bronzo a Schönau am Königssee 2021. 
Nelle rassegne continentali vanta invece tre medaglie vinte nella gara a squadre, di cui due d'argento colte ad Altenberg 2016 e a Sigulda 2021, più una di bronzo.

## Palmarès

### Mondiali
- 1 medaglia:
  - 1 bronzo (gara a squadre a Schönau am Königssee 2021).

### Europei
- 3 medaglie:
  - 2 argenti (gara a squadre ad Altenberg 2016; gara a squadre a Sigulda 2021);
  - 1 bronzo (gara a squadre a Schönau am Königssee 2017).

### Coppa del Mondo
- Miglior piazzamento in classifica generale nel singolo: 14º nel 2020/21;
- 5 podi (tutti nelle gare a squadre):
  - 4 secondi posti;
  - 1 terzo posto.